# Yasuhiro Toyoda
Yasuhiro Toyoda (jap. 豊田 泰広, Toyoda Yasuhiro; * 2. Mai 1976 in der Präfektur Ōita) ist ein ehemaliger japanischer Fußballspieler.

## Karriere
Toyoda erlernte das Fußballspielen in der Schulmannschaft der Toin Gakuen High School und der Universitätsmannschaft der Komazawa-Universität. Seinen ersten Vertrag unterschrieb er 1999 bei den Omiya Ardija. Der Verein spielte in der zweithöchsten Liga des Landes, der J2 League. Für den Verein absolvierte er drei Spiele. Ende 1999 beendete er seine Karriere als Fußballspieler.